# Nationaal Museum van Iran

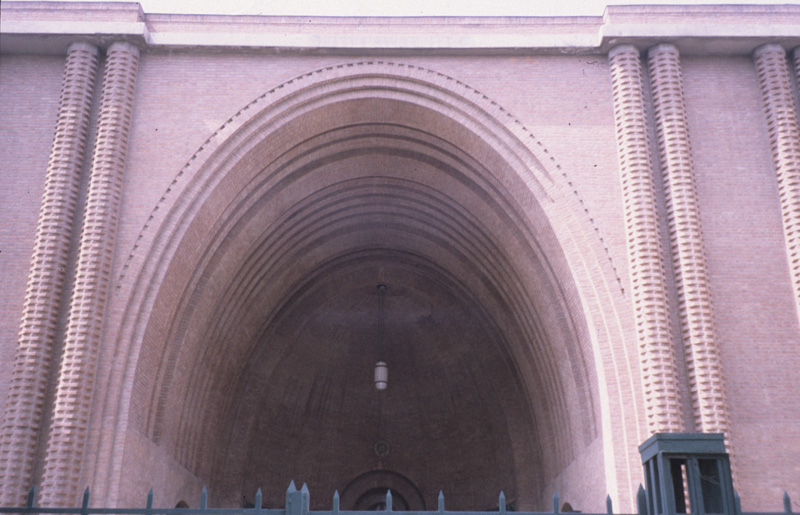
Iwan (toegangspoort) van het museum

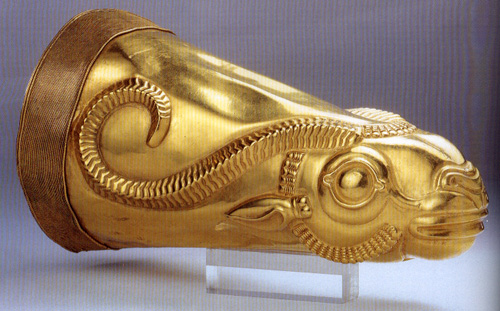
Gouden rhyton

Het Nationaal Museum van Iran (Perzisch:موزه ایران باستان Muze-ye Irân-e Bâstân) is een archeologisch en historisch museum in het centrum van Teheran, Iran.
De collectie van het museum omvat artefacten uit de Perzische Oudheid zoals aardewerk, metalen objecten, boeken en munten. Het museum werd ingehuldigd in 1937. Het museum bestaat uit twee gebouwen. Het eerste gebouw is gewijd aan de pre-islamitische artefacten terwijl het tweede gebouw gewijd is aan de post-islamitische collectie.
Het eerste gebouw bestaat uit drie zalen en is ontworpen door de Franse architect André Godard. De collectie omvat artefacten van het Paleolithicum, Neolithicum, vroege en late Bronstijd, IJzertijd en uit de tijd van het Perzische Rijk tot aan de Sassaniden. De oudste artefacten in het museum komen uit Gilan en dateren uit de Steentijd. Het museum is ook in het bezit van 9000 jaar oude mens- en dierfiguren uit Tepe Sarab in de provincie Kermanshah.
Het post-islamitische deel van het museum werd ingehuldigd in 1996 en bestaat ook uit drie verdiepingen. Het bevat een variëteit aan stukken van 1400 jaar islamitische geschiedenis in Iran, onder andere aardewerk, textiel, astrolabiums en kalligrafie.